# Vostok (Kiribati)
Vostok è un piccolo atollo disabitato dell'Oceano Pacifico appartenente alla Repubblica di Kiribati. 
Fa parte dell'arcipelago delle Sporadi equatoriali.